# Moa Ilar
Moa Maria Ilar (Vansbro, 6 juli 1997, geboren:Olsson) is een Zweedse langlaufster. Ze vertegenwoordigde haar vaderland op de Olympische Winterspelen 2022 in Beijing.

## Carrière
Ilar maakte haar wereldbekerdebuut in januari 2019 in Ulricehamn. In februari 2020 scoorde de Zweedse in Falun haar eerste wereldbekerpunten. In november 2021 behaalde ze in Ruka haar eerste toptienklassering in een wereldbekerwedstrijd. Tijdens de  Olympische Winterspelen van 2022 in Beijing eindigde Ilar als 45e op de 15 kilometer skiatlon.
Op de wereldkampioenschappen langlaufen 2023 in Planica eindigde de Zweedse als 35e op de 15 kilometer skiatlon. Op 26 november 2023 boekte ze in Ruka haar eerste wereldbekerzege.

## Resultaten

### Olympische Spelen
| Jaar | Plaats  | Resultaten         |
| ---- | ------- | ------------------ |
| 2022 | Beijing | 45e 15 km skiatlon |

### Wereldkampioenschappen
| Jaar | Plaats  | Resultaten         |
| ---- | ------- | ------------------ |
| 2023 | Planica | 35e 15 km skiatlon |

### Wereldbeker
| Legenda | Legenda            |
| ------- | ------------------ |
| TdS     | Tour de Ski        |
| NO      | Nordic Opening     |
| LT      | Lillehammer Triple |
| RT      | Ruka Triple        |
| WBF     | Wereldbekerfinale  |
| STC     | Ski Tour Canada    |
| ST      | Ski Tour           |

Eindklasseringen
| Seizoen   | Algm | DI  | SP  | TdS |
| --------- | ---- | --- | --- | --- |
| 2019/2020 | 103e | 70e | –   | –   |
| 2020/2021 | 70e  | 89e | 52e | 36e |
| 2021/2022 | 34e  | 17e | 52e | –   |
| 2022/2023 | 28e  | 17e | 40e | 29e |

Wereldbekerzeges individueel
| Nr. | Datum            | Plaats | Onderdeel                      |
| --- | ---------------- | ------ | ------------------------------ |
| 1.  | 26 november 2023 | Ruka   | 20 km vrije stijl (massastart) |

Wereldbekerzeges team
| Nr. | Datum           | Plaats    | Onderdeel                   | Teamgenoten                    |
| --- | --------------- | --------- | --------------------------- | ------------------------------ |
| 1.  | 19 maart 2023   | Falun     | 4 × 5 km gemengde estafette | Halfvarsson / Anger / Sundling |
| 2.  | 3 december 2023 | Gällivare | 4 × 7,5 km estafette        | Lundgren / Ribom / Andersson   |